# Relief de la république du Congo

Situation de la république du Congo sur la carte de l'Afrique.

Le relief de la république du Congo est modéré dans son ensemble, avec des altitudes très faibles. Il présente trois traits (ou unités) essentiels : les plaines, les plateaux, les collines et les moyennes montagnes.
La république du Congo est située dans le bassin sédimentaire du fleuve Congo et sur les roches anciennes de granite du vieux socle africain qui apparaissent à la surface dans le Sud-Ouest. Il n'est pas situé dans la zone de séismes ni de volcans[Laquelle ?].

## Plaines

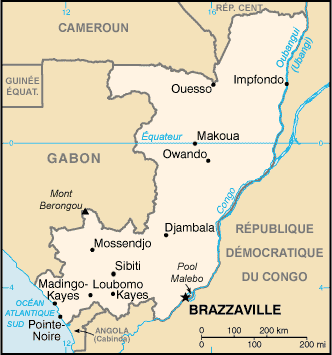
Carte de la république du Congo

Les plaines sont représentées par la plaine côtière, la vallée du Niari et la Cuvette congolaise. La plaine côtière est située entre l'océan Atlantique et le Mayombe, large de 50 km à 60 km et longue de 170 km. C'est un bassin sédimentaire dont les altitudes varient entre 200 mètres et 300 mètres. La plaine côtière est sableuse.
La vallée du Niari est une dépression entre le Mayombe et le massif du Chaillu. L'altitude de cette zone avoisine les 320 mètres.
La Cuvette congolaise est située au nord du pays. Elle est la partie occidentale de cette grande cuvette d'Afrique centrale. Elle dessine un grand amphithéâtre en pente très douce, se relevant vers l'ouest. C'est une plaine alluviale et sédimentaire inondable en partie. Ses altitudes varient de 200 mètres à 380 mètres.

## Plateaux et collines

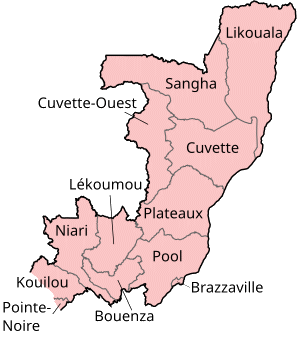
Départements de la république du Congo

Les plateaux Oubanguiens séparent la Cuvette congolaise du bassin du Tchad à l'extrême nord. Au nord-ouest, les plateaux de la Sangha occidentale sont érodés et présentent des formes de collines. Ils sont dominés par le mont Nabemba, plus haut sommet du Congo avec 1 000 mètres d'altitude.
Au centre, une zone sableuse de plateaux et collines est dominée par quatre plateaux dont Bakukuya (450 km2), Djambala (1 250 km2), Ngo-Nsah (300 km2), et  Mbé (6 500 km2). Au sud, le Pool possède des plateaux sablo-gréseux dominés par le plateau des Cataractes, le plateau Bembé et le plateau Dondo.

## Moyennes montagnes

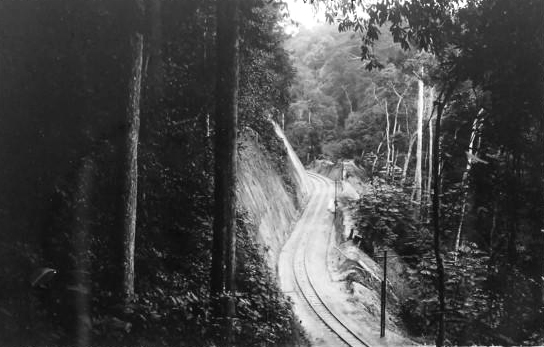
La forêt du Mayombe traversée par le CFCO.

Elles sont toutes situées dans le Sud-Ouest du pays et ce sont le massif du Chaillu et le Mayombe.
Le massif du Chaillu, situé entre les plateaux Téké et la vallée du Niari (dont une partie du Sud-Est du Gabon), est un puissant massif de granite et de gneiss de 850 mètres d'altitude. Son point culminant au Congo est le mont Birougou avec 900 mètres d'altitude. C'est le château d'eau du Congo méridional.
Le Mayombe est situé entre la plaine côtière et la vallée du Niari. Il culmine à 850 mètres au mont Bamba et à 930 mètres au mont Mvoungouti.